# Carlo Ponti
Carlo Ponti, italijanski filmski producent, * 11. december 1912, Magenta, Lombardija, † 10. januar 2007, Ženeva.
Ponti je od leta 1941 do svoje smrti produciral 140 filmov, med katerimi so najbolj poznani La Strada (režiser Federico Fellini), Včeraj, danes, jutri (režiser Vittorio De Sica), Doktor Živago (režiser David Lean), Blow Up (režiser Michelangelo Antonioni) in drugi.
Bil je mož Sophie Loren.